# Poul Boeg
Poul Boeg (født 13. januar 1919 i København, død 8. marts 2010) var en dansk jurist og tidligere folketingsmedlem for Centrum-Demokraterne.
Boeg var uddannet cand.jur. og translatør i engelsk. Han arbejdede i Justitsministeriet og Udenrigsministeriet, FN og på Danmarks ambassade i New York City. Han var medlem af Folketinget fra 1973 til 1975 og var forinden med til at stifte Centrum-Demokraterne. Efter sin korte politiske karriere blev han lektor i statsret ved Københavns Universitet og medlem af Landsskatteretten. 
I 2008 udgav han bogen Den dobbelte kiste, der er en samling af hans kronikker og essays. 